# Станіславський В'ячеслав Володимирович
В'ячесла́в Володи́мирович Станісла́вський (16 червня 1968, Кам'янець-Подільський) — український історик, краєзнавець. Кандидат історичних наук. Старший науковий співробітник Інституту історії України НАН України.

## Біографічні відомості
Син директора в 1997—2011 роках Кам'янець-Подільського державного історичного музею-заповідника Людмили Станіславської. Закінчив 1992 року історичний факультет Кам'янець-Подільського педагогічного інституту (нині Кам'янець-Подільський національний університет імені Івана Огієнка).
У 1992—1995 роках навчався в аспірантурі Інституту історії НАН України. 1996 року захистив кандидатську дисертацію «Політичні відносини Запорізької Січі і Кримського ханства в кінці XVII — на початку XVIII ст.» (науковий керівник Валерій Смолій).
Від 1995 року працює в Інституті історії України НАН України: молодший науковий співробітник, науковий співробітник, старший науковий співробітник відділу історії України середніх віків і раннього нового часу.

## Наукова діяльність
В'ячеслав Станіславський досліджує міжнародні взаємини та соціально-економічне життя на українських землях Запорозької Січі та Гетьманщини в  XVII—XVIII століттях.  Автор більше 150 наукових і наукових популярних праць.
Автор монографії «Запорозька Січ та Річ Посполита: 1686—1699» (Київ, 2004).
Упорядник та автор передмови збірника документів «З епістолярної спадщини гетьмана Івана Мазепи» (Київ, 1996).
Упорядник та автор передмови збірника документів “Листи Івана Мазепи. 1687—1691" – Т. 1. (Київ, 2002).
Упорядник та автор вступного дослідження збірника документів “Листи Івана Мазепи. 1691—1700" – Т. 2. (Київ, 2010).
Брав участь у написанні колективних праць: “Історія української культури. Українська культура другої половини XVII – XVIII ст.” (Київ, 2003. – Т. 3.); “Історія українського козацтва” (Київ, 2006 – Т. 1.); “Енциклопедія історія України” (Київ, 2003 – 2013. – Т. 1 – 10).
Виконував обов'язки відповідального секретаря, заступника відповідального редактора щорічника “Україна в Центрально-Східній Європі” (Київ, 2000 – 2016, Вип. 1 – 16).
Спільно зі старшим науковим співробітником Борисом Черкасом у 2015 р. організував роботу “Семінару з історії Криму”.
Брав участь у міжнародній науковій конференції в Румунії (Галац, 2004); в Першому конгресі закордонних дослідників історії Польщі (Краків, 2007); виступив з лекцією в Центральному домі Союзу українців Британії (Лондон, 2010); виступив з доповіддю на семінарі під час стажування у Гарвардському університеті (Кембридж, США, 2012); брав участь у міжнародній науковій конференції та міжнародному конгресі в Туреччині (Сакарія, 2014, 2015). 